# 諦相応
「諦相応」（たいそうおう、巴: Sacca-saṃyutta, サッチャ・サンユッタ）とは、パーリ仏典経蔵相応部に収録されている第56相応。

## 構成
11品から成るが、省略部分も多い。
- 1. Samādhi-vaggo --- 全10経
- 2. Dhammacakkappavattana-vaggo --- 全10経, 転法輪経
- 3. Koṭigāma-vaggo --- 全10経
- 4. Sīsapāvana-vaggo --- 全10経
- 5. Papāta-vaggo --- 全10経
- 6. Abhisamaya-vaggo --- 全10経
- 7. Paṭhama-āmakadhañña-peyyāla-vaggo --- 全10経
- 8. Dutiya-āmakadhañña-peyyāla-vaggo --- 全10経
- 9. Tatiya-āmakadhañña-peyyāla-vaggo --- 全10経
- 10. Catuttha-āmakadhañña-peyyāla-vaggo --- 全11経
- 11. Pañcagati-peyyāla-vaggo --- 全30経

## 日本語訳
- 『南伝大蔵経・経蔵・相応部経典6』（第16巻下） 大蔵出版
- 『原始仏典II 相応部経典6』 中村元監修 春秋社